# Canal de São Jorge

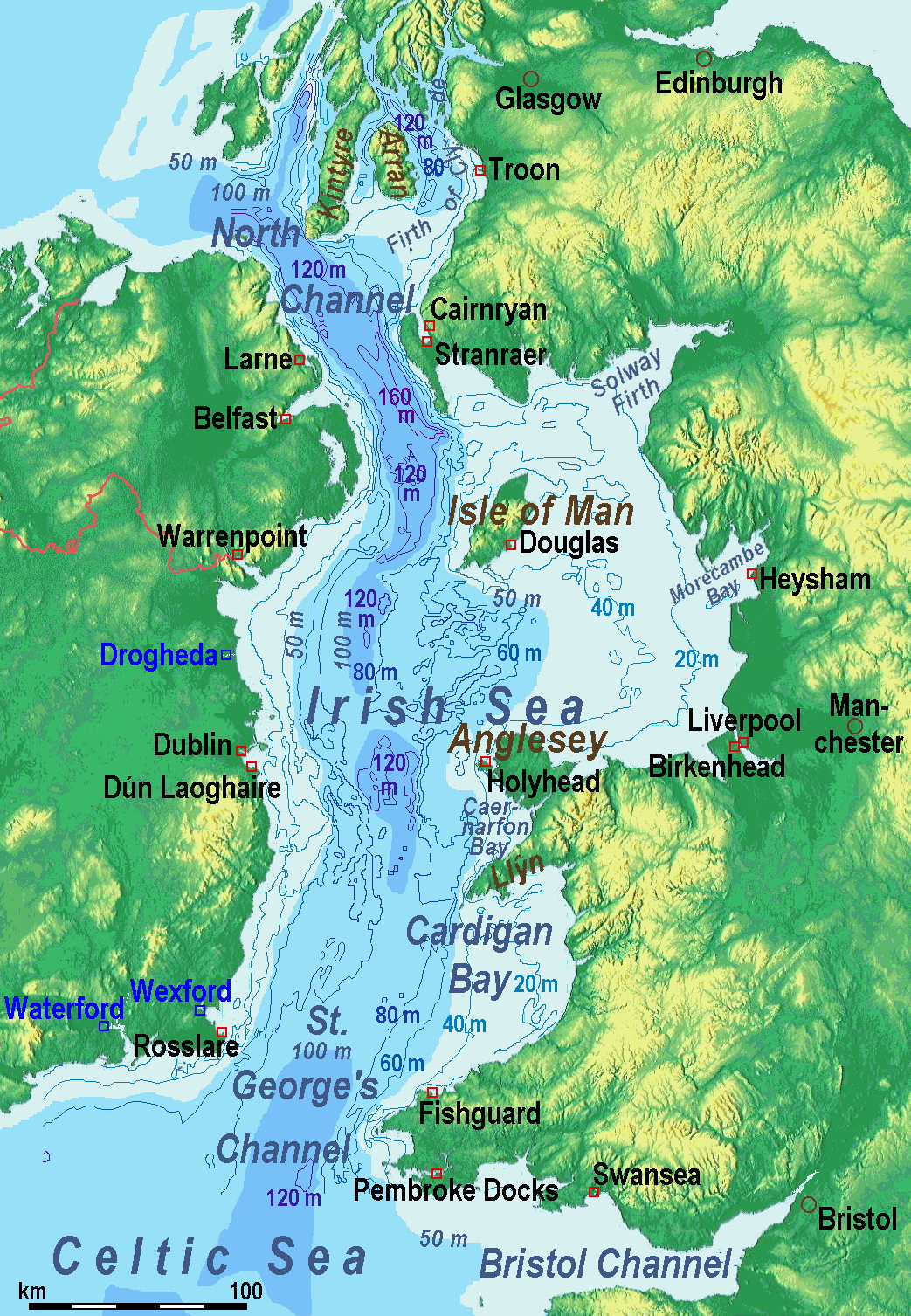
Canal de São Jorge.

O canal de São Jorge (inglês: St George's Channel) é um canal que separa o País de Gales e a Irlanda, ligando o mar da Irlanda com o mar Celta no norte do Oceano Atlântico. Tem 160 km de comprimento e entre 81 e 145 km de largura.
O nome do canal provém da lenda do século XIV segundo a qual, São Jorge viajou da Turquia até Inglaterra. A lenda diz que chegou à maior das ilhas britânicas por este canal.